# Pandemia de COVID-19 na Martinica
Este artigo documenta os impactos da pandemia de COVID-19 em Martinica que é um território que pertence a França e pode não incluir todas as principais respostas e medidas contemporâneas.

## Linha do tempo
Em 5 de março, os dois primeiros casos foram confirmados.
Em 15 de março,foi confirmada a primeira morte relacionada a COVID-19 na Martinica. Outros 15 casos foram confirmados.
Em 20 de março, o presidente da Martinica, Alfred Marie-Jeanne, emitiu um decreto restritivo, proibindo, por um mês, o acesso a todas as praias e rios da ilha e quaisquer tipo de atividades físicas.
Em 23 de março, registravam-se 53 casos casos na ilha.